# Songzi
Songzi (松滋市S, SōngzīP) è una città-contea della Cina, situata nella provincia di Hubei e amministrata dalla prefettura di Jingzhou.